# Оганнесян Гор Варданович
Гор Варданович Оганнесян (7 серпня 1994, Мелітополь, Запорізька область) — український борець вільного стилю.

## Життєпис
Займатися вільною боротьбою розпочав у спортивному клубі «Мелітополь» у тренера Валентина Русанова.
Нині — військовослужбовець Збройних сил України.

## Спортивні результати на міжнародних змаганнях

### Виступи на Чемпіонатах світу
| Змагання                        | Збірна  | Вагова категорія          | Місце |
| ------------------------------- | ------- | ------------------------- | ----- |
| Чемпіонат світу з боротьби 2017 | Україна | вільна боротьба, до 65 кг | 12    |
| Чемпіонат світу з боротьби 2019 | Україна | вільна боротьба, до 65 кг | 28    |

### Виступи на Чемпіонатах Європи
| Змагання                         | Збірна  | Вагова категорія          | Місце |
| -------------------------------- | ------- | ------------------------- | ----- |
| Чемпіонат Європи з боротьби 2017 | Україна | вільна боротьба, до 65 кг | 5     |

### Виступи на Європейських іграх
| Змагання              | Збірна  | Вагова категорія          | Місце  |
| --------------------- | ------- | ------------------------- | ------ |
| Європейські ігри 2019 | Україна | вільна боротьба, до 65 кг | Бронза |

### Виступи на інших змаганнях
| Змагання                                                     | Збірна  | Вагова категорія          | Місце  |
| ------------------------------------------------------------ | ------- | ------------------------- | ------ |
| Київський Міжнародний турнір з боротьби 2013                 | Україна | вільна боротьба, до 60 кг | 12     |
| Турнір Дмитра Коркіна 2016                                   | Україна | вільна боротьба, до 65 кг | 7      |
| Кубок Європейських націй з боротьби 2016                     | Україна | команда                   | Бронза |
| Клубний чемпіонат світу з боротьби 2016                      | Україна | команда                   | 9      |
| Київський Міжнародний турнір з боротьби 2017                 | Україна | вільна боротьба, до 65 кг | Срібло |
| Турнір Дана Колова — Николи Петрова 2017                     | Україна | вільна боротьба, до 65 кг | 12     |
| Київський Міжнародний турнір з боротьби 2018                 | Україна | вільна боротьба, до 65 кг | 5      |
| Турнір Дана Колова — Николи Петрова 2018                     | Україна | вільна боротьба, до 65 кг | Бронза |
| Турнір Г. Картозія і В. Балавадзе 2018                       | Україна | вільна боротьба, до 65 кг | 16     |
| Турнір Олександра Медведя 2018                               | Україна | вільна боротьба, до 70 кг | 15     |
| Турнір Дана Колова — Николи Петрова 2019                     | Україна | вільна боротьба, до 65 кг | 17     |
| Меморіал Кристьяна Палусалу 2019                             | Україна | вільна боротьба, до 65 кг | Срібло |
| Київський Міжнародний турнір з боротьби 2019                 | Україна | вільна боротьба, до 65 кг | Золото |
| Меморіал Вацлава Циолковського 2019                          | Україна | вільна боротьба, до 65 кг | Срібло |
| Турнір Маттео Пелліконе 2020                                 | Україна | вільна боротьба, до 65 кг | 11     |
| Київський Міжнародний турнір з боротьби 2020                 | Україна | вільна боротьба, до 65 кг | Бронза |
| Кубок світу з боротьби 2020                                  | Україна | вільна боротьба, до 65 кг | Бронза |
| Київський Міжнародний турнір з боротьби 2021                 | Україна | вільна боротьба, до 65 кг | 27     |
| Світовий олімпійський кваліфікаційний турнір з боротьби 2021 | Україна | вільна боротьба, до 65 кг |        |

### Виступи на змаганнях молодших вікових груп
| Змагання                                       | Збірна  | Вагова категорія          | Місце  |
| ---------------------------------------------- | ------- | ------------------------- | ------ |
| Чемпіонат Європи з боротьби серед кадетів 2011 | Україна | вільна боротьба, до 54 кг | Золото |
| Чемпіонат світу з боротьби серед юніорів 2012  | Україна | вільна боротьба, до 60 кг | 5      |
| Чемпіонат Європи з боротьби серед молоді 2016  | Україна | вільна боротьба, до 65 кг | 5      |
| Чемпіонат світу з боротьби серед молоді 2017   | Україна | вільна боротьба, до 65 кг | 19     |

## Нагороди
- Медаль «За працю і звитягу» (15.07.2019) — «за значний особистий внесок у підготовку спортсменів міжнародного класу, забезпечення високих спортивних результатів національною збірною командою України на II Європейських іграх 2019 року»[1].